# グンダカー・フォン・リヒテンシュタイン (1949-)

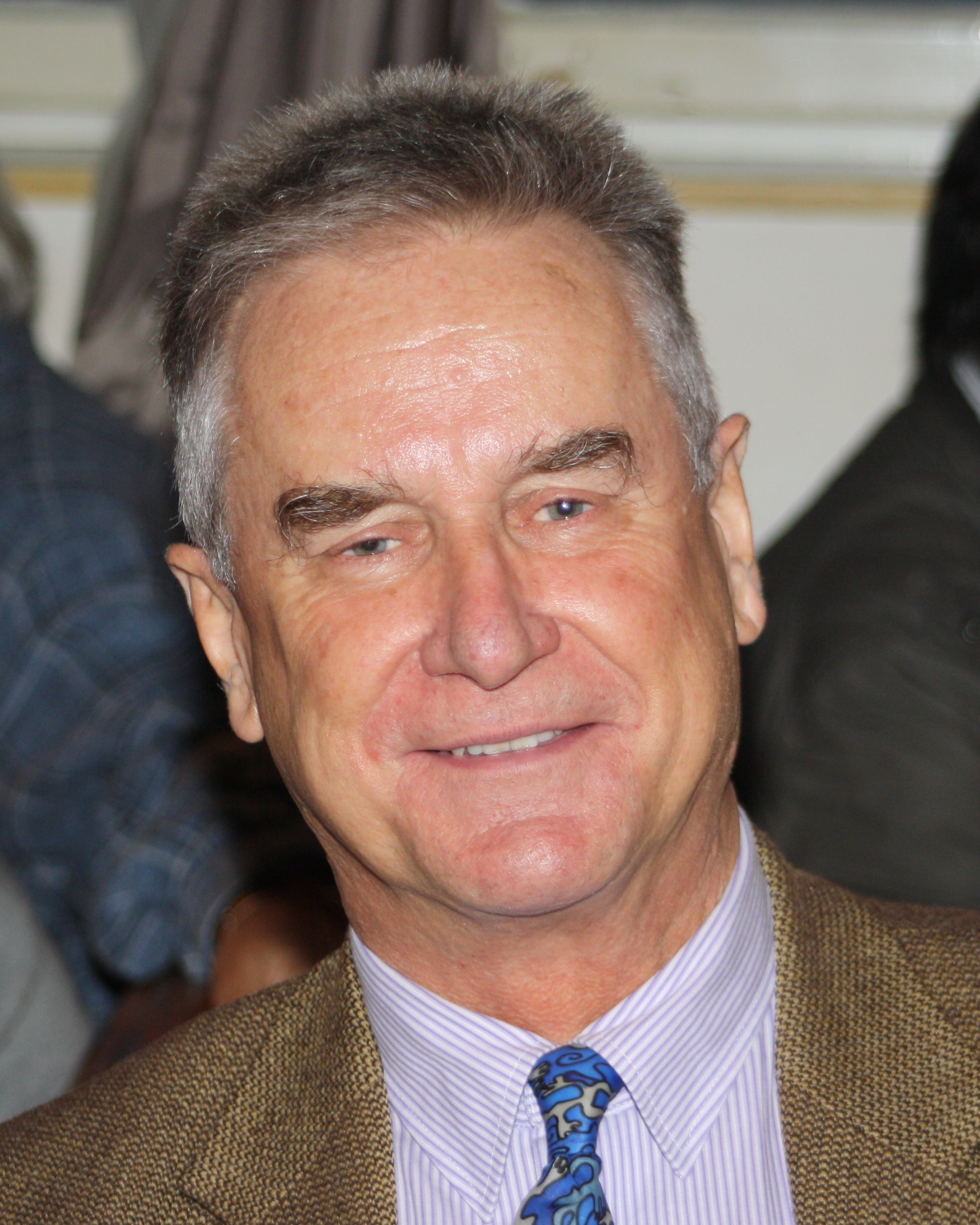
リヒテンシュタイン侯子グンダカー、2012年

グンダカー・アルベルト・アルフレート・ペトルス・フォン・ウント・ツー・リヒテンシュタイン（Prinz Gundakar Albert Alfred Petrus von und zu Liechtenstein, 1949年4月1日 ウィーン - ）は、オーストリア及びブラジルの農業経営者。リヒテンシュタイン侯国侯子の身分を有する。
リヒテンシュタイン侯子ハンス＝モーリッツ（1914年 - 2009年）と、トゥルン・ウント・タクシス侯カール・アウグストの娘クロティルデ（1922年 - 2009年）の間の第2子・長男。父方祖父アルフレートを通じて、本家筋のハンス・アダム2世侯とは又従兄弟同士である。双子の姉ディームートは1982年に製薬会社経営者ウルリヒ・ケストリンと結婚したが、2003年に夫の同性愛が原因で離婚している。オーストリアで初等・中等教育を受けた後、イングランドの王立農業大学で学んだ。ブラジルの銀行で6年ほど働いた後、同国マットグロッソ州に広大な農園を購入した。これ以降、1年のうち4か月をブラジルで過ごし、残りの8か月をオーストリア・シュタイアーマルク州に保有する約3500ヘクタールの農園の経営に費やしている。
1989年7月22日フランス・ドルーにて、オルレアン家家長（当時はモルタン伯を名乗る）アンリ・ドルレアンの長女マリー・ドルレアンと結婚。2人の間には2男3女がおり、いずれもウィーンで生まれている。
- レオポルディーネ・エレオノーレ・テレーゼ・マリー（1990年 - ）
- マリア・インマクラータ・ エリーザベト・ローゼ・アーデルグンデ（1991年 - ）
- ヨハン・ヴェンツェル・カール・エメラン・ボニファティウス・マリア（1993年 - ） - 2023年に旧伯爵家出身フェリーツィタス・ハルティヒと結婚[2]、1女あり
- マルガレーテ・フランツィスカ・ダリア・ヴィルヘルミーネ・マリー（1995年 - ）
- ガブリエル・カール・ボナフェントゥラ・アルフレート・ヴァレリアン・マリア（1998年 - ）

## 引用・脚注
1. ↑  Montjouvent, Philippe de (1998). Le Comte de Paris et sa Descendance. France: Editions du Chaney. pp. 180–183, 193–195, 203–211. ISBN 2-913211-00-3
2. ↑  Richer, Juliette (2023年6月10日). “Johann-Wenzel de Liechtenstein et Felicitas von Hartig : mariage heureux à Vienne !” (French). Point de Vue 2023年6月11日閲覧。